# Beethoven y sus contemporáneos

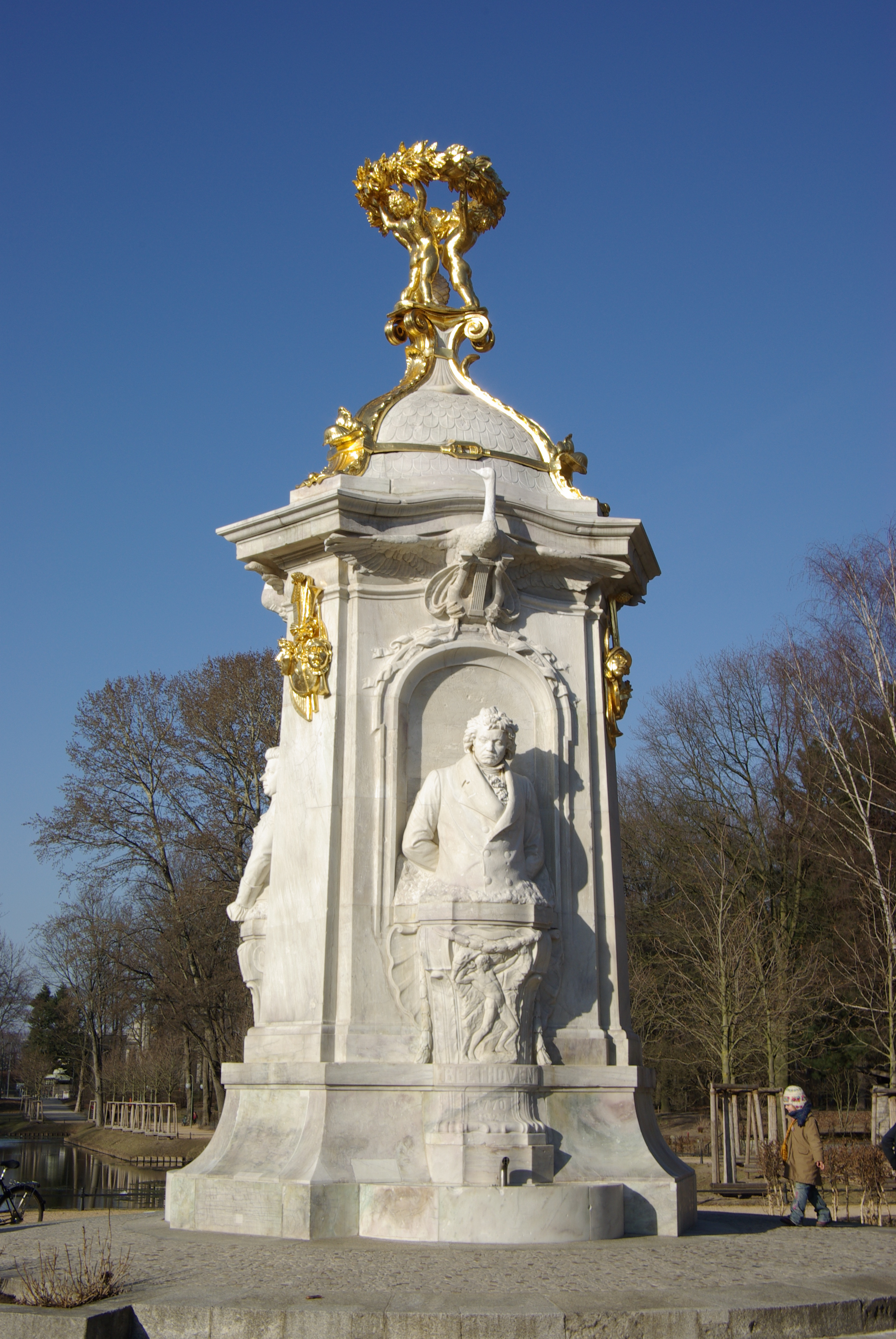
Monumento a Beethoven, Mozart y Haydn en Berlín

Durante el curso de su vida (1770-1827), Ludwig van Beethoven disfrutó de relaciones con muchos de sus músicos contemporáneos. Beethoven fue famoso por su carácter difícil y la historia de sus relaciones con sus contemporáneos está llena de disputas, de malos entendidos, y de reconciliaciones. Beethoven tuvo diferencias con su maestro Joseph Haydn, con el virtuoso pianista y compositor Johann Nepomuk Hummel y con el compositor alemán Carl Maria von Weber. 

## Luigi Cherubini

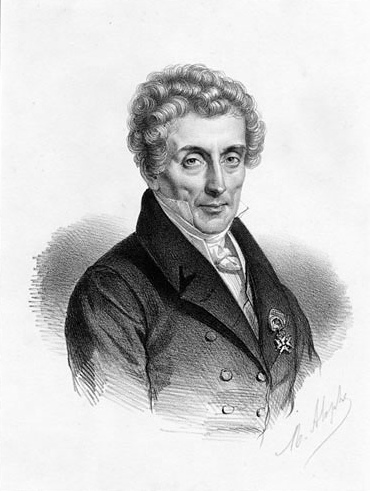
Luigi Cherubini, 1850

Beethoven conoció al compositor Luigi Cherubini en su viaje a Viena en 1805. Cherubini, un antiguo residente de París, fue invitado a montar una producción de su ópera Die Tage der Gefahr (o Der Wasserträger) después del éxito de su ópera Lodoïska de 1791, que fue presentada por Emanuel Schikaneder el 23 de marzo de 1803 en el Theater an der Wien. La estancia de Cherubini en Viena fue generalmente infeliz, pero tuvo la oportunidad de conocer a Beethoven. Cherubini estuvo presente en las primeras representaciones de la ópera Fidelio de Beethoven, a la que reaccionó con desdén. También describió el estilo de piano de Beethoven como "áspero", y al hombre mismo como "un cachorro de oso sin identificar". Es notable, por lo tanto, que Beethoven, normalmente tan rápido para ofenderse, nombrara a Cherubini como el mejor compositor contemporáneo aparte de él mismo.

## Johann Wolfgang von Goethe

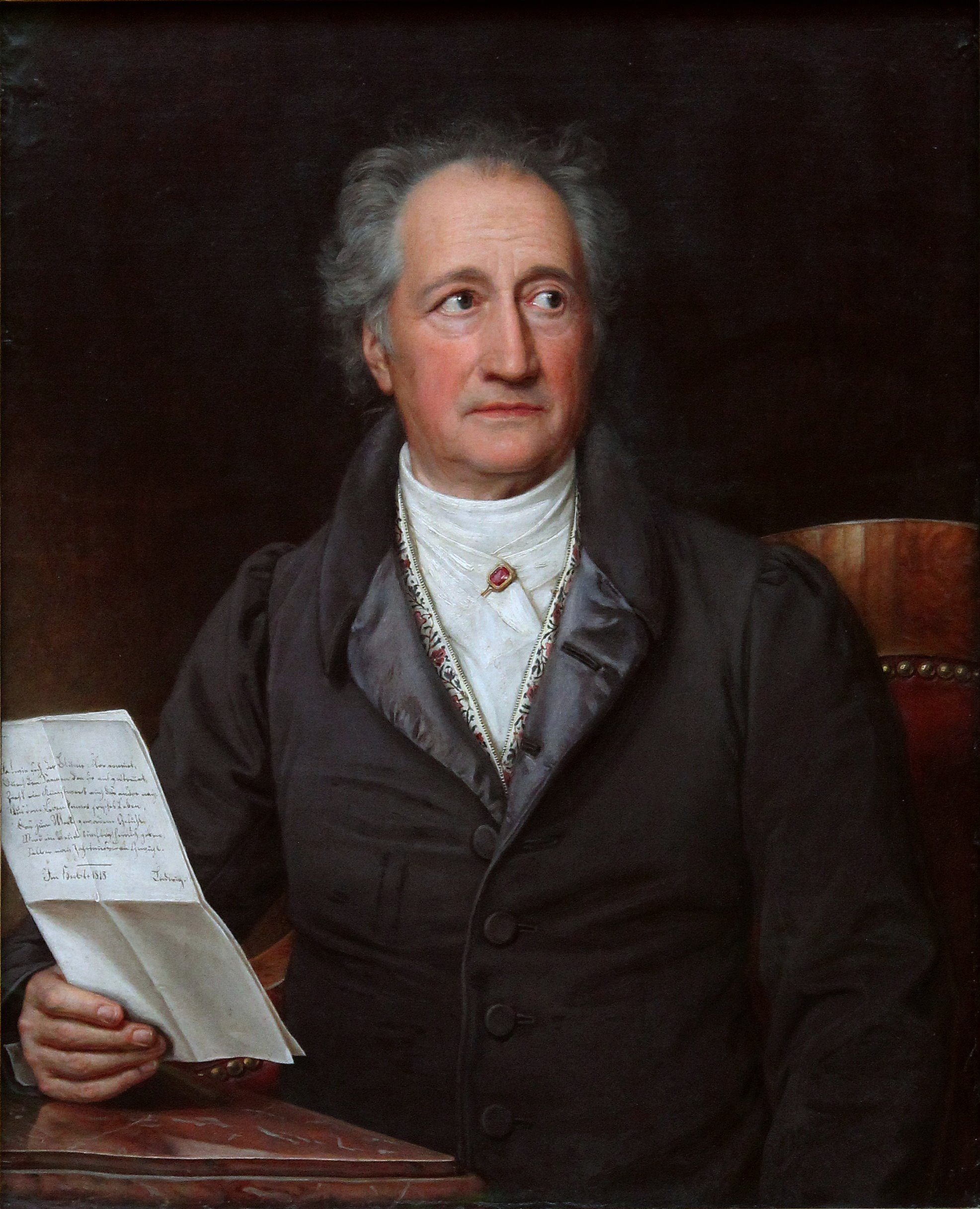
Johann Wolfgang von Goethe, 1775

Beethoven ya había leído y estudiado intensamente las obras de Johann Wolfgang von Goethe durante su juventud en Bonn, mucho antes de su primer encuentro personal. Sus primeros libretos a partir de Goethe se produjeron alrededor de 1790. Beethoven anunció su música para Egmont en una primera carta al poeta en la primavera de 1811 con las siguientes palabras: "Solo puedo acercarme a ti con la mayor veneración, con un aire inexpresable y un profundo sentimiento por tus gloriosas creaciones ". Ya había escrito lieder sobre 18 textos de Goethe, y otros dos iban a seguirlos. Por lo tanto, Goethe ocupa una posición privilegiada en las obras vocales de Beethoven.
A pesar de su admiración por el escritor, Beethoven no comprendía las estrechas relaciones de Goethe con sus mecenas aristocráticos y su falta de independencia respecto a ellos, que pudo constatar en sus encuentros. Por su parte es bien conocida la preferencia de Goethe por la música de Mozart.

## Joseph Haydn

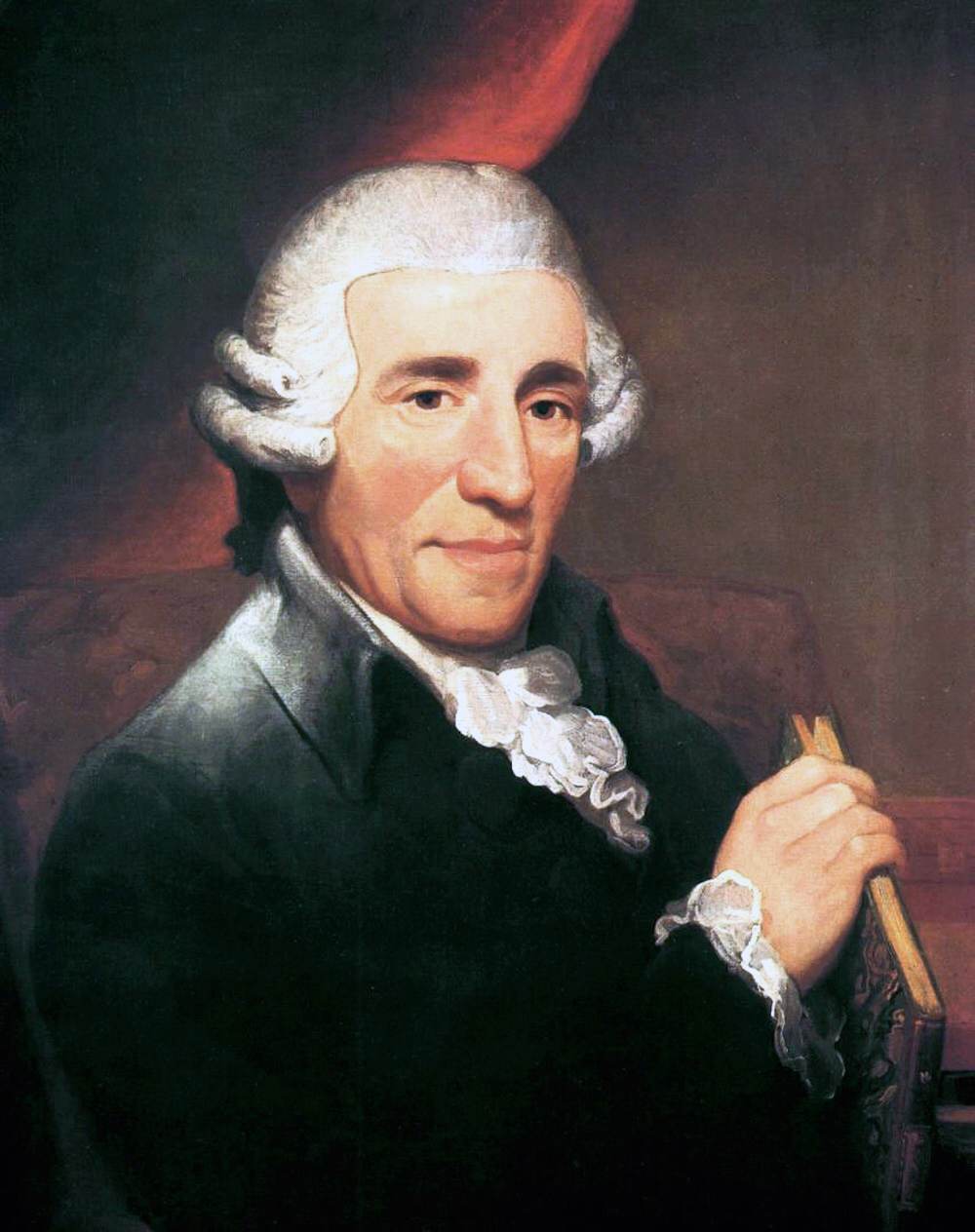
Joseph Haydn, 1791

Quizás la relación más importante en la juventud de Beethoven, y sin duda la más famosa, fue la tutela del joven pianista bajo el compositor austríaco Joseph Haydn. Beethoven estudió con varios compositores y maestros en el período 1792-1795, incluyendo a Antonio Salieri, con quien sintonizó muy bien y Johann Georg Albrechtsberger. Sin embargo, de todos los maestros de Beethoven, Haydn disfrutaba de la mayor reputación, ya que acababa de regresar de su primer viaje exitoso a Londres. Posiblemente ya en su primer viaje a Londres en 1790, Haydn acordó aceptar a Beethoven como estudiante.
Hay evidencia de que Haydn asignó sus ejercicios de composición a sus estudiantes basados en el texto de Fux, Gradus ad Parnassum. Durante el transcurso del año, sin embargo, la relación entre los dos se agrió. Según los relatos contemporáneos, el problema surgió más notablemente con la publicación de las primeras composiciones de Beethoven, los portentosos Tríos para piano, Op. 1. Deseoso de ayudar al joven compositor, Haydn sugirió que Beethoven incluyera la frase "alumno de Haydn" debajo de su nombre para obtener ventaja de la considerable fama de Haydn. En general hay una fuerte evidencia de la buena voluntad de Haydn hacia Beethoven, incluido el interés de llevar a su alumno consigo en su segundo viaje a Londres, y las misivas personales que Haydn envió al primer mecenas de Beethoven, Maximiliano Francisco de Austria, Elector de Colonia.
Beethoven, sin embargo, parece haber albergado mala voluntad hacia Haydn durante varios momentos de su vida. Ante la sugerencia de que incluyera la frase "alumno de Haydn", Beethoven se enfureció. Según el informe dejado por Ferdinand Ries, "Beethoven no estaba dispuesto a hacerlo, porque, como dijo, aunque había recibido algunas instrucciones de Haydn, nunca había aprendido nada de él". Los malos sentimientos producidos por los Tríos Op. 1, se combinaron en su primera actuación. Se informa que Haydn, presente en la audiencia, recomendó la no publicación del Trío en do menor (Op. 1, No. 3) ya que sospechaba que la música no obtendría la aceptación pública. Beethoven consideró al Trío en do menor como el mejor de los tríos e interpretó el consejo de Haydn como una indicación de su envidia.
A pesar de esto, sin embargo, Beethoven y Haydn permanecieron relativamente como buenos amigos hasta la muerte de Haydn en 1809. Beethoven asistió al concierto en honor al 76º cumpleaños de Haydn, y se dice que "se arrodilló ante Haydn y besó fervientemente las manos y la frente de su viejo maestro".
La alta reputación de Haydn en Viena hizo difícil para Beethoven ser abiertamente antagónico. Sin embargo, Haydn también admiraba las composiciones de Beethoven, un rasgo que generalmente lograba ganarse la buena voluntad de Beethoven.
En su famosa biografía de Beethoven, Maynard Solomon señala que, en sus últimos años, "Beethoven se refería infaliblemente a su antiguo maestro en términos de reverencia, considerándolo como un igual de Mozart y Bach".

## Johann Nepomuk Hummel

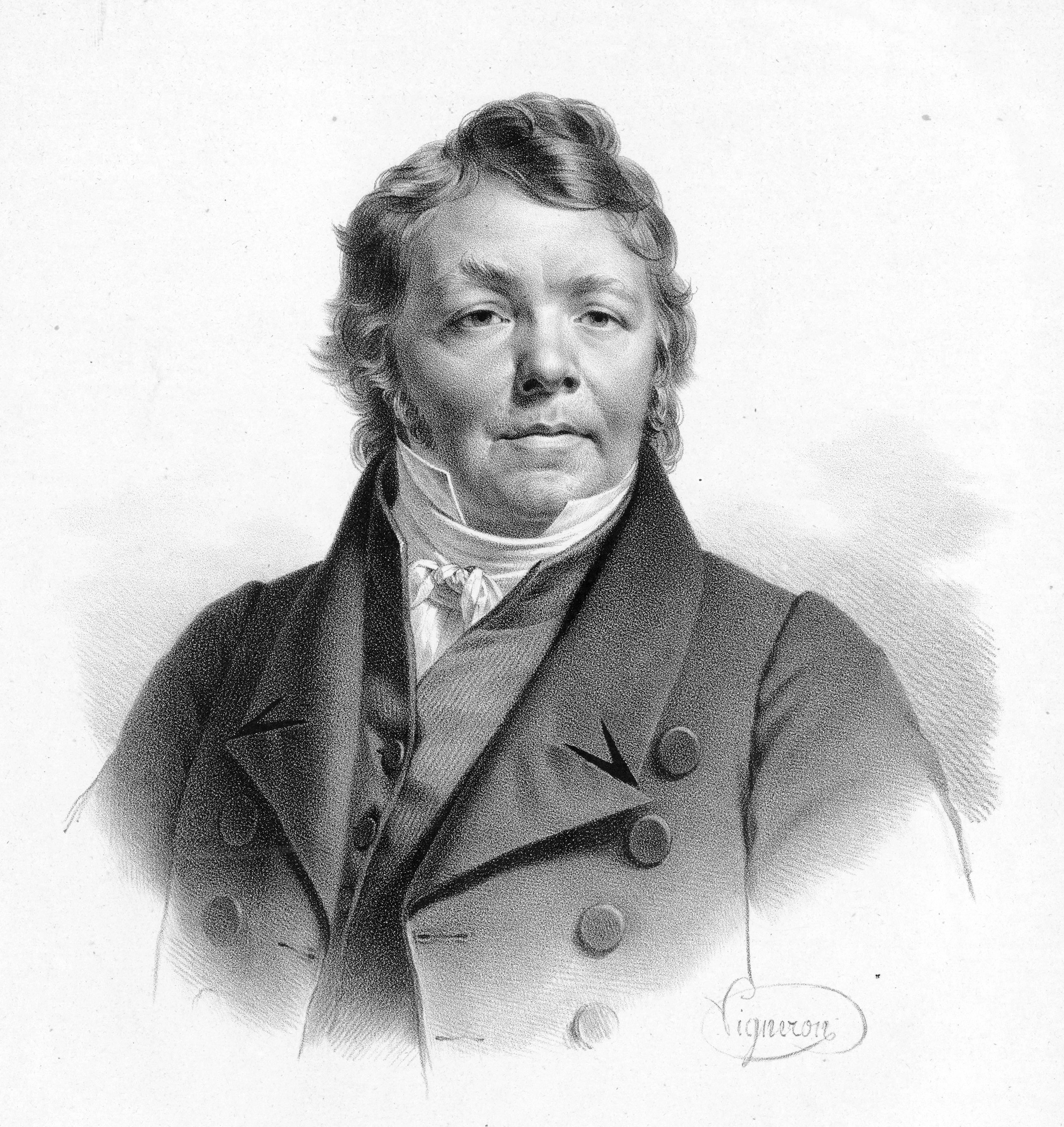
Johann Nepomuk Hummel

Johann Nepomuk Hummel, nacido en 1778, era una figura destacada en el mundo musical de Viena. Niño prodigio y exalumno de Mozart, Hummel fue reconocido por su increíble virtuosismo en el teclado y su destreza legendaria en la improvisación. Junto a Beethoven, fue ampliamente considerado el mejor intérprete de su tiempo. Durante muchos años, Hummel disfrutó de una gran amistad con Beethoven.
Varios incidentes, sin embargo, estropearon su relación. En un incidente famoso, Beethoven fue invitado por el Príncipe Nikolaus II Esterhazy a escribir una misa para su esposa en 1807. Beethoven estuvo de acuerdo y produjo la misa en do, que se representó en la finca del príncipe en Eisenstadt. Hummel era en ese momento el Kapellmeister del príncipe, habiendo sido nombrado sucesor de Haydn en la corte de Esterhazy. La actuación no fue bien, y se dice que el príncipe hizo un comentario crítico a Beethoven después. Según Schindler, Hummel se rio de las palabras del príncipe, agravando los siempre sensibles sentimientos de humillación y persecución de Beethoven. Beethoven dejó rápidamente Eisenstadt y llevó el rencor durante años. Sin embargo, este incidente probablemente no provocó la eventual desavenencia entre los dos hombres.
Una fuente más probable de discordia entre ellos era artística. Hummel era bien conocido por sus arreglos de teclado de las obras de Beethoven, especialmente sus sinfonías. A Beethoven no le gustaba el estilo de actuación y composición de Hummel y, según Ignaz Moscheles, se opuso a los arreglos de Hummel. En algún momento a fines de la década de 1810, surgió el desacuerdo, cuya causa exacta se desconoce, pero que bien podría haberse centrado en la discordia sobre los arreglos de Hummel de la música de Beethoven.
Hummel pasó la mayor parte de la década de 1820 en la corte de Weimar, donde era amigo de Johann Wolfgang von Goethe, y no volvió a ver a Beethoven hasta que se produjo una notable reconciliación entre los dos hombres en el lecho de muerte de Beethoven. Hummel, al enterarse de la grave enfermedad de Beethoven, viajó desde Weimar a Viena para visitar a su antiguo amigo. De acuerdo con el relato que dejó el entonces estudiante de Hummel, Ferdinand Hiller, quien acompañó a su maestro, Hummel pudo haber sido motivado por algo más que la amistad, ya que solicitó la firma de Beethoven en una petición que estaba llevando al Bundestag para proteger sus composiciones (y las de otros) de la copia ilegal. En total, Hummel visitó a Beethoven tres veces mientras estaba en su lecho de muerte, siendo la última el 23 de marzo de 1827, solo tres días antes de su muerte, y estuvo presente en su funeral.

## Franz Liszt

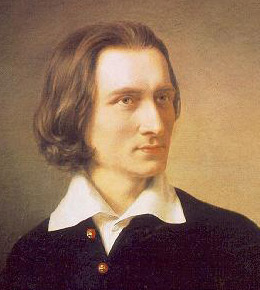
Franz Liszt

El 13 de abril de 1823, el pianista húngaro de once años Franz Liszt (1811-1886) se presentó en Viena. Se dijo que Beethoven, de 52 años, le dio un beso, el llamado Weihekuss o "beso de consagración", por su maravillosa interpretación. Es poco probable que esto sea cierto, ya que Beethoven estaba profundamente sordo en este momento. En las memorias de la pianista Ilka Horovitz-Barnay se informa sobre un relato más razonable del beso de Beethoven:
```
  "El momento más memorable que viví con Liszt fue cuando me contó su reunión con Beethoven. Tenía alrededor de once años", comenzó, "cuando mi muy estimado profesor 
Czerny
 me presentó a Beethoven. Le había hablado sobre mí y le había pedido que me escuchara tocar. Pero Beethoven tenía aversión contra los prodigios y durante mucho tiempo se negó a escucharme. Finalmente, mi infatigable maestro Czerny lo persuadió y le dijo: "Entonces, por el amor de Dios, trae al pequeño bribón".
```

```
  "Una mañana, como a las diez, entramos en las dos pequeñas habitaciones del Schwarzspanierhaus, donde vivía Beethoven. Estaba algo avergonzado, pero Czerny me alentó amablemente. Beethoven estaba sentado junto a la ventana en una mesa larga y estrecha. Por un momento nos miró con expresión seria, dijo un par de palabras rápidas a Czerny, pero guardó silencio mientras mi querido maestro me indicaba que fuera al piano.
```

```
  "Primero toqué un pequeño trozo de 
Ferdinand Ries
, otro alumno de Beethoven. Cuando terminé, Beethoven me preguntó si podía tocar una fuga de Bach. Elegí la fuga en do menor del Clave bien temperado. ¿Transpones esta fuga? preguntó Beethoven".
```

```
  "Afortunadamente pude. Después de terminar el acorde, miré hacia arriba. Los profundos ojos brillantes de Beethoven se posaron en mí, pero de repente una leve sonrisa voló sobre su rostro, que de otro modo era serio. Se acercó a mí y me acarició la cabeza varias veces con afecto".
```

```
      "Bueno, me pareces", susurró, "un pequeño demonio".
```

```
  "De repente, mi coraje se elevó:" ¿Puedo tocar una de sus piezas? ", Le pregunté con audacia. Beethoven asintió con una sonrisa. Toqué el primer movimiento de su 
Concierto para piano en do mayor [No. 1]
. Cuando terminé Beethoven extendió sus brazos, me besó en la frente y dijo en voz baja:
```

```
      "Continúa adelante. ¡Eres uno de los afortunados! Será tu destino traer alegría y deleite a muchas personas y esa es la mayor felicidad que uno puede lograr".
```

```
  "Liszt me lo contó con gran emoción, su voz temblaba pero podías sentir la alegría divina que estas sencillas palabras le habían dado. Nunca Liszt, como ser humano, me causó tan gran impresión. El extravagante hombre del mundo, el reverenciado artista habían desaparecido, este gran momento que había experimentado en su infancia aún resonaba en su alma. Por un momento permaneció en silencio, y luego dijo en voz baja:
```

```
      "Este fue el momento del que estoy más orgulloso de mi vida, la inauguración de mi vida como artista. Esto lo digo muy raramente, y solo para amigos especiales".
```

Esta historia es algo más convincente, aunque Beethoven quedó tan sordo en 1822 como en 1823. Sin embargo, es posible especular que Beethoven sintió las vibraciones del piano con sus manos, como se dice que pudo hacer, como así como al observar las digitaciones de Liszt. Además, en el momento en que se supone que ocurrió Beethoven no residía en el Schwarzspanierhaus, pero cuando Liszt contó esta historia estaba en sus últimos años, y su memoria puede haber estado un poco nublada, si la historia en sí misma no era una fabulación.

## Wolfgang Amadeus Mozart

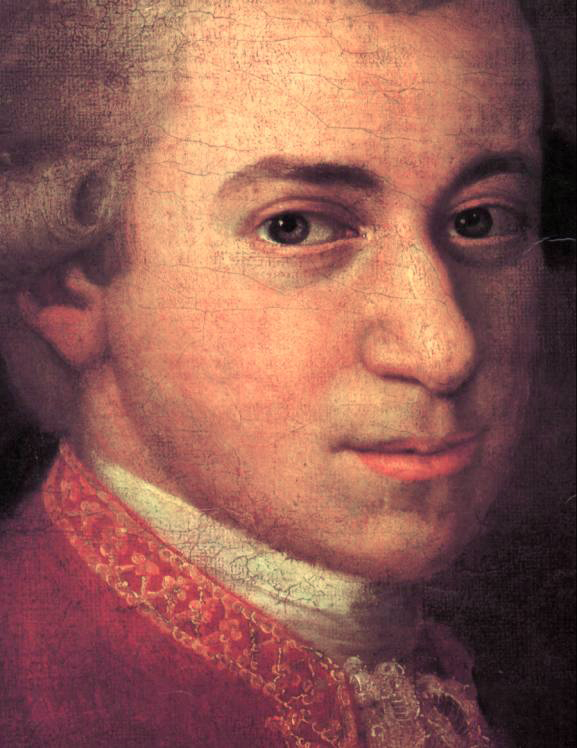
Wolfgang Amadeus Mozart, 1780-81

Wolfgang Amadeus Mozart (1756-1791) ya era un consumado y reconocido compositor en Viena cuando el entonces Beethoven de 16 años visitó por primera vez la ciudad en 1787. Los dos se conocieron durante la estadía de Beethoven de seis meses allí, aunque no hay documentos contemporáneos que proporcionen evidencia para esto. Según relatos secundarios del escritor Otto Jahn, Beethoven fue llevado a conocer a Mozart y tocó para él. Beethoven también puede haber recibido lecciones de Mozart.
Maynard Solomon, que ha escrito biografías investigando acerca de Mozart y Beethoven, no menciona la historia de Jahn. En lugar de ello, ofrece una posibilidad más controvertida, que Mozart podría haber hecho una prueba a Beethoven y, a continuación, le rechazó:
"Beethoven en Bonn se está preparando para ser el sucesor de Mozart por [un grupo de influyentes nobles] que le envió a Viena... para avanzar en ese propósito. Sin embargo, Beethoven, con 16 años de edad, aún no estaba preparado para estar solo. A instancias de su padre, el joven virtuoso abandonó Viena después de sólo unas semanas y volvió a casa en un estado de desánimo por el estado de salud de su madre - y quizás más por el rechazo de Mozart, que estaba más preocupado en sus propios asuntos, incluyendo su preocupante situación financiera y no pudo considerar seriamente la posibilidad de tomar otro alumno, aunque éste tuviera un gran talento y estuviera respaldado por eminentes patrones".
Solomon pasa a enumerar otros asuntos que ocupaban todo el tiempo de Mozart: el fallecimiento inminente de su padre, una visita a Praga, el inicio de los trabajos sobre Don Giovanni y la composición de "una gran cantidad de obras". Además, en ese momento Mozart ya tenía un alumno de nueve años que vivía en su casa, Johann Nepomuk Hummel. Beethoven en sí volvió a Viena, pero solo en 1792, después del fallecimiento de Mozart en 1791.
A pesar de la incertidumbre sobre su reunión, Beethoven era consciente de la obra de Mozart y estaba muy influenciado por él. Por ejemplo, el tercer movimiento de la Quinta sinfonía de Beethoven tiene un tema de apertura muy similar al de la Sinfonía n.º 40 de Mozart. Beethoven escribió cadenzas (WoO 58) para el primer y el tercer movimiento del Concierto para piano en re menor de Mozart. Por otro lado, aunque resulta evidente la influencia de Mozart en las primeras composiciones de Beethoven, en especial en sus primeras sonatas para piano y el segundo concierto del mismo instrumento, en seguida se aprecia la decisión de innovar de Beethoven para sentar las bases de un estilo musical nuevo, alejado de la influencia de los mecenas, que él percibe como nefasta para su independencia creativa.

## Gioachino Rossini

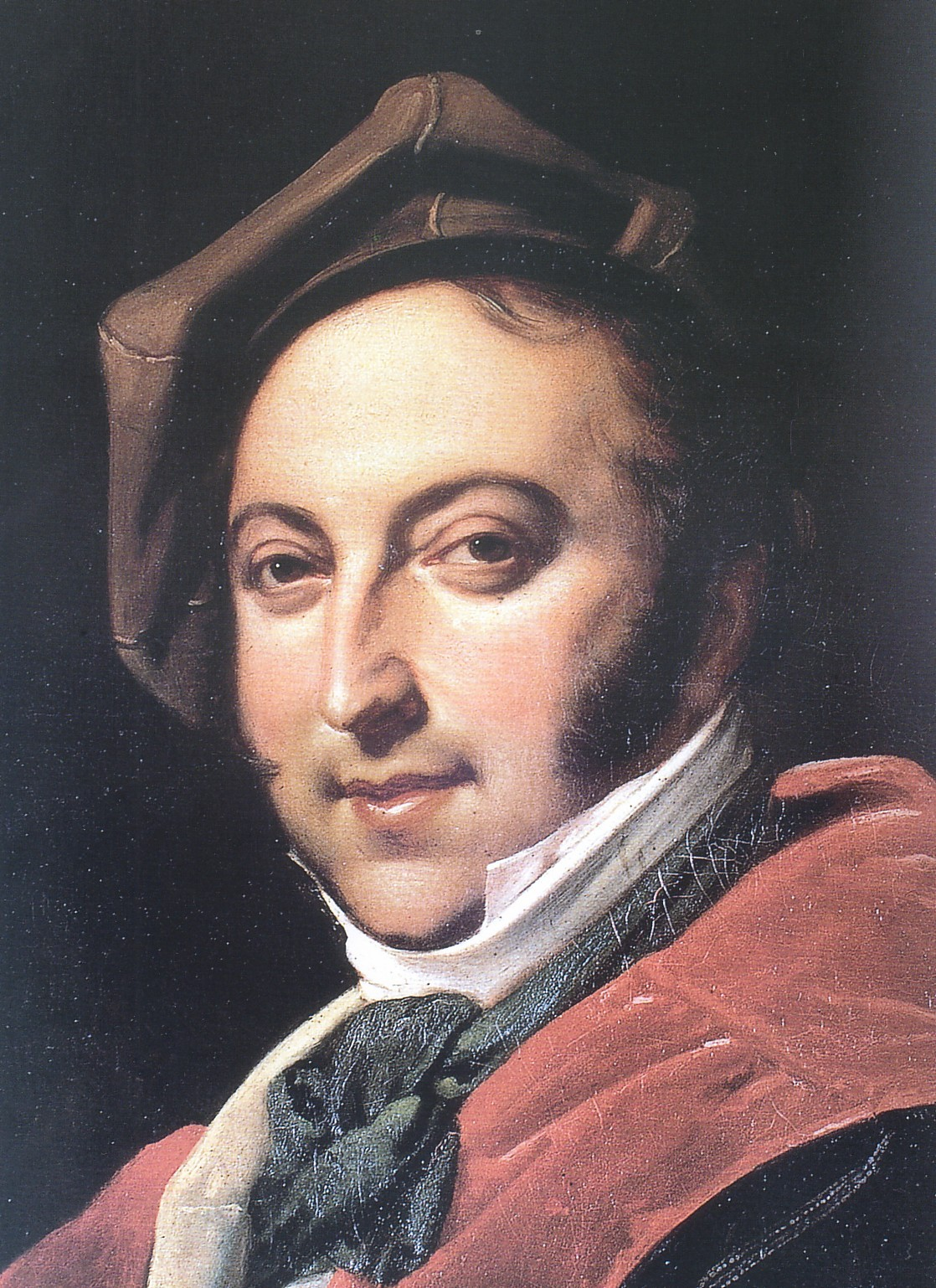
Gioachino Rossini

Gioachino Rossini (1792-1868) fue un compositor italiano conocido por sus numerosas óperas, incluyendo El barbero de Sevilla y Guillermo Tell. Cuando Rossini visitó Viena, hizo varios intentos para conocer a Beethoven, que tenía 51 años y tenía problemas de salud. Finalmente, Rossini pudo organizar una reunión con Beethoven con la ayuda de Giuseppe Carpani, un poeta italiano que vivía en Viena. Según varias versiones, Beethoven reconoció a Rossini y lo felicitó por El barbero de Sevilla, y agregó que nunca debería tratar de escribir otra cosa que no sea ópera buffa (óperas cómicas), ya que eso sería contrario a su naturaleza (de Rossini). Cuando Carpani le recordó a Beethoven que Rossini ya había compuesto varias óperas serias, se dice que Beethoven dijo: "Sí, las vi. La ópera seria es inapropiada para los italianos. No saben cómo lidiar con el drama real".
Hay que tener en cuenta que Beethoven siempre despreciaba las modas musicales y el gusto mayoritario y, en ese momento Rossini representaba las dos cosas, además de residir en Viena que era el otro polo musical europeo en ese momento, en el que tenía seguidores notables como Berlioz.

## Franz Schubert

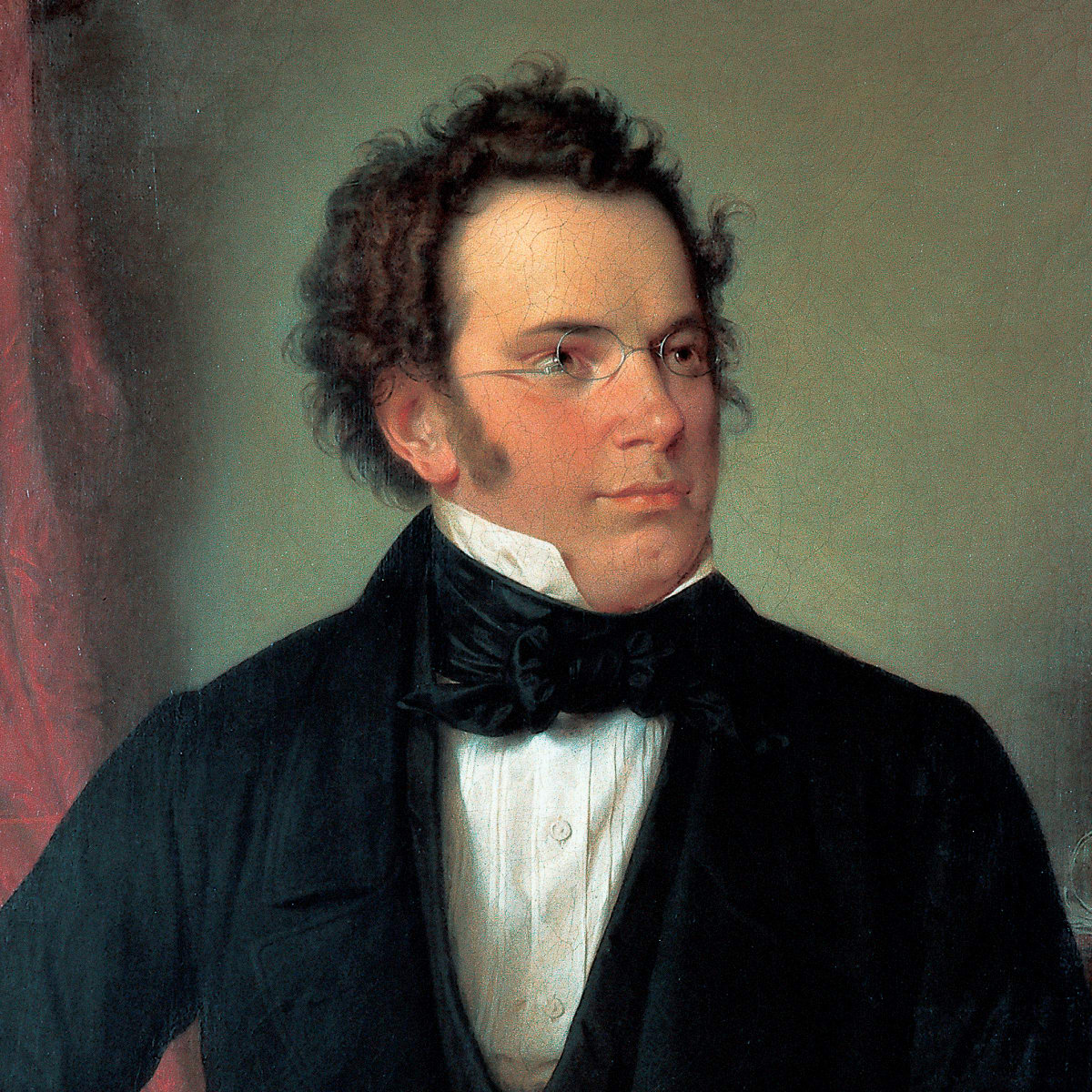
Franz Schubert, 1825

Franz Schubert (1797-1828) vivió la mayor parte de su corta vida en Viena, durante el apogeo de la popularidad de Beethoven. Estuvo expuesto a la música de Beethoven desde una edad temprana, y varias de sus obras contienen semejanzas temáticas con obras similares de Beethoven. Aunque tanto Schubert como Beethoven residían en la misma ciudad, y Schubert tenía a Beethoven en la más alta estima, se movieron, en su mayor parte, en diferentes círculos sociales durante la mayor parte de ese tiempo. Su primera reunión fue aparentemente en 1822, cuando Schubert, acompañado por el editor Anton Diabelli, visitó a Beethoven. Schubert había dedicado un conjunto de Variaciones de una canción francesa (Op. 10, D.624) a Beethoven, y quería presentar al destinatario una copia. Schubert aparentemente estaba nervioso durante la entrevista, y casi perdió toda compostura cuando el hombre mayor señaló un pequeño problema en la obra. Esta historia es contada por Anton Schindler, y es de una autenticidad desconocida, ya que se sabe que Schindler es un biógrafo poco confiable de Beethoven. El amigo de Schubert, Josef Hüttenbrenner, afirma que Beethoven no estaba en casa cuando llamó Schubert, y las variaciones se dejaron al personal de la casa. Sin embargo, Johann Friedrich Rochlitz, el editor de la Allgemeine Musikalische Zeitung, relata una reunión suya en 1822 con Schubert, en la que Schubert afirma haber hablado de Rochlitz con Beethoven, y describió otros detalles de una reunión.
Cuando Beethoven estaba en su lecho de muerte en 1827, Schindler, para darle algunas distracciones a Beethoven, le dio manuscritos de varias canciones de Schubert. Beethoven estaba, según Schindler, asombrado por la cantidad y calidad de lo que vio, afirmando que "Verdaderamente en Schubert existe la chispa divina". Schubert visitaría a Beethoven en su lecho de muerte más de una vez. En una visita, cuando Schubert llamó con Anselm Hüttenbrenner, Beethoven comentó: "Anselm, en mi opinión, Franz tiene mi alma". Schubert serviría como portador de la antorcha en el funeral de Beethoven.

## Johann Sedlatzek

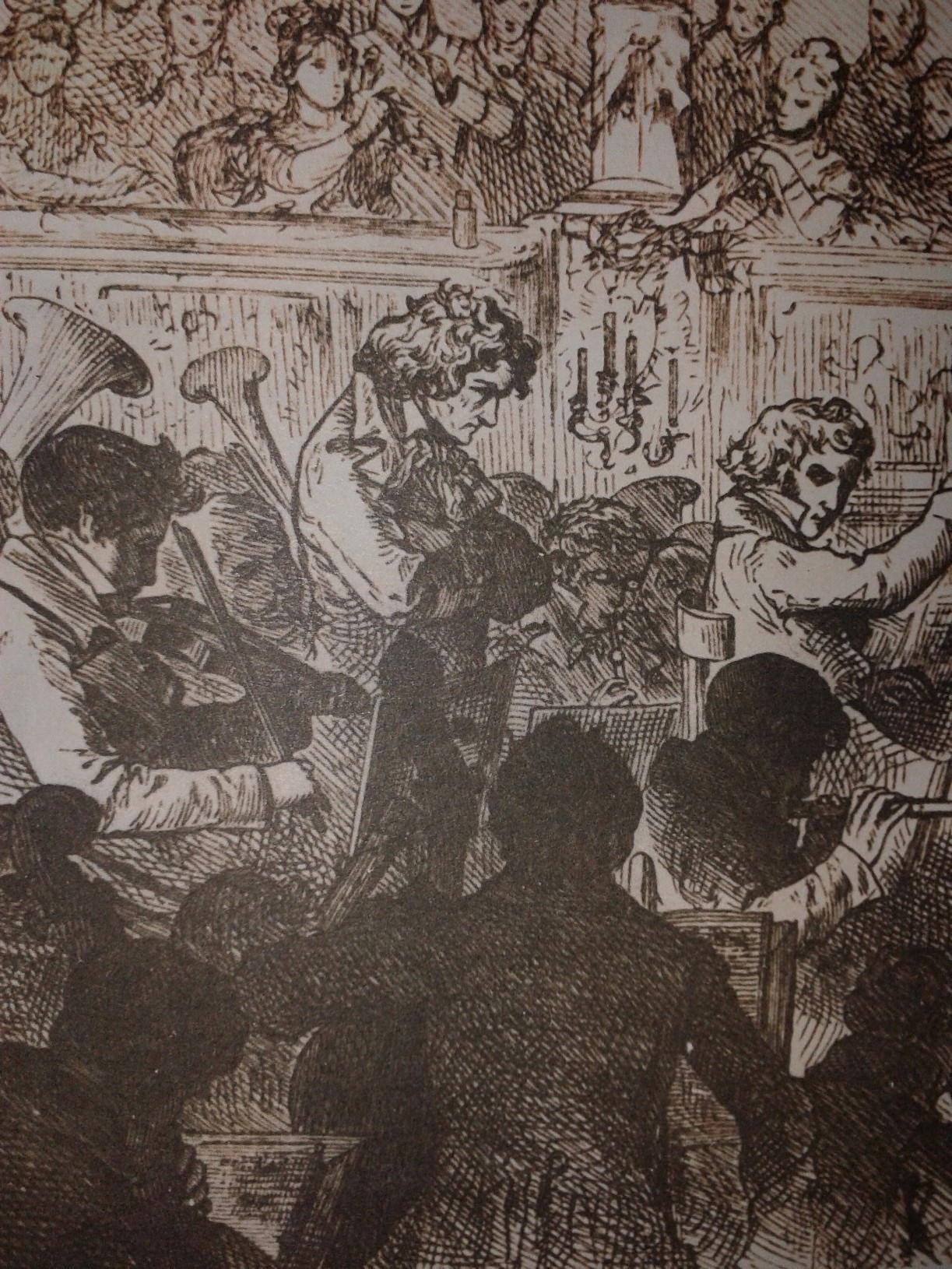
Primera interpretación de Beethoven, de la Novena Sinfonía. Johann Sedlatzek es el principal flautista.

Johann Sedlatzek (1789-1866) fue un virtuoso de la flauta del siglo XIX nacido en la ciudad silesia de Oberglogau, ahora Glogowek, Polonia, que pasó la mayor parte de su vida actuando en Viena y Londres. Beethoven se encontró por primera vez con Sedlatzek durante su visita a Silesia en 1806 en el Castillo del Conde Franz von Oppersdorff, donde Sedlatzek tocó en la Royal Court Orchestra.
Se sabía que el Conde era un apasionado mecenas de la música que no solo encargó la Sinfonía n.º 4 de Beethoven, dedicada a él, sino que también descubrió el talento de Johann Sedlatzek mientras el chico trabajaba en el negocio familiar como sastre, tocando la flauta como un hobby. Oppersdorff reclutó al joven sastre/músico para tocar en su orquesta de la corte, lo que le permitió a Johann presentarse en Beethoven durante la estancia del Maestro en Silesia en el otoño de 1806. La presentación de Sedlatzek a Beethoven en este momento marcó el comienzo de una asociación musical que perduraría durante los últimos años de Beethoven.
Johann Sedlatzek fue el principal flautista en el Kärntnertortheater en Viena, durante el estreno mundial de la Sinfonía n.º 9 de Beethoven el 7 de mayo de 1824, bajo la dirección de Beethoven. Sedlatzek fue también uno de los intérpretes de los cuartetos de cuerda finales.
Como lo atestigua el director inglés Sir George Thomas Smart, que visitó la casa de Beethoven en Viena en 1825, Sedlatzek era miembro del círculo íntimo de Beethoven, que incluía, según las cartas de Sir Smart, a músicos notables como Czerny, Lincke, Schlesinger y Schuppanzigh.
Al parecer, Beethoven tenía en gran estima la maestría musical de Sedlatzek, como lo demuestran las cartas personales de recomendación que Sedlatzek llevó consigo durante su gira solista por París en 1826. En una carta dirigida al violinista y compositor francés Rudolph Kreutzer (1766-1831), Beethoven llamó a Sedlatzek "un artista muy distinguido". En una carta presentada a Luigi Cherubini (1760-1842), el compositor italiano que vivió la mayor parte de su vida en Francia, Beethoven dijo de Sedlatzek: "Estoy convencido de su estima como artista digno de mi nombre, y la esperanza de una favorable bienvenida de usted. Acéptelo con la más alta seguridad...".
La visita de Beethoven a Silesia en 1806 se celebra anualmente con el Festival de Música de Beethoven de Silesia, que se celebra cada otoño en Glogowek, Polonia. La edición 2012 del Festival de Beethoven en Glogowek presentó actuaciones de varias composiciones de Johann Sedlatzek que se perdieron durante casi 200 años hasta que fueron descubiertas en los archivos de Londres en la primavera de 2012. Estas obras anteriormente perdidas se interpretaron por primera vez desde el siglo XIX el 6 de octubre de 2012 por la flautista Elzbieta Wolenska y la pianista Elzbieta Zawadzka para honrar al mentor y contemporáneo de Sedlatzek, Ludwig van Beethoven, en la ciudad de su primer encuentro.